# Trieces flavifaciatus
Trieces flavifaciatus är en stekelart som beskrevs av Kusigemati 1967. Trieces flavifaciatus ingår i släktet Trieces och familjen brokparasitsteklar. Inga underarter finns listade i Catalogue of Life.